# 鹿児島市立吉野東小学校
鹿児島市立吉野東小学校（かごしましりつよしのひがししょうがっこう）は、鹿児島県鹿児島市吉野町にある公立小学校。

## 沿革
- 1981年（昭和56年） - 鹿児島市立吉野小学校から分離し開校

## 校区
- 吉野町の一部

## 著名な出身者
- 秋元司[注釈 1] - 元衆議院議員、元内閣府副大臣、元復興副大臣